# Molho Joppie

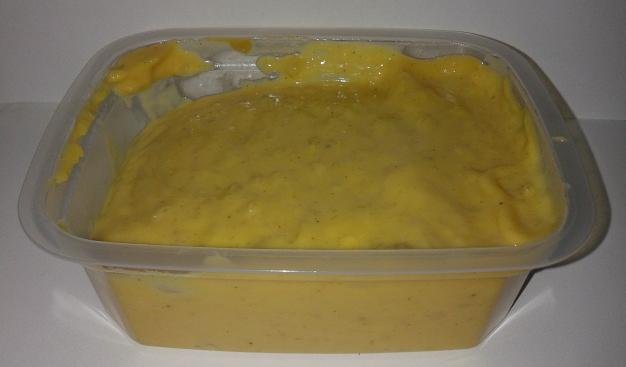
Molho Joppie

Molho Joppie (nl: Joppiesaus; en: Joppie Sauce) é um condimento da Holanda à base de maionese com cebola e curry suave. É comumente oferecido em restaurantes de fast food na Holanda e na Bélgica, mas também está disponível em supermercados.

## Origem
O Molho Joppie foi criado por Janyne "Joppie" de Jager, do Annie's Snackbar em Glanerbrug, uma vila na Holanda na fronteira com a Alemanha. É composto por maionese com uma 'mistura secreta' de especiarias. Em 2002, o molho entrou na produção industrial pela Elite Salades & Snacks, uma empresa em Neede,  que legalmente possui o nome do molho.  

## Ingredientes e sabor
O Molho Joppie é uma maionese à base de óleo vegetal com cebola e curry em pó.   O sabor é semelhante ao de uma maionese de curry suave e a cor um amarelo vivo de açafrão. O molho é comumente servido com batatas fritas e outros pratos fritos ou de fast food.